# Acrotrema
Acrotrema, biljni rod dvosupnica iz porodice dilenijevki raširenih po Indiji, Burmi i Šri Lanki.
Pripada mu 10 priznatih vrsta, a posljednja vrsta A. agastyamalayanum, otkrivena je 2000-tih godina na jugu Zapadnih Gata, opisana je i ilustrirana u “Nordic Journal of Botany” 2006 [2007].

## Vrste
1. Acrotrema agastyamalayanum E.S.S.Kumar, Dan & G.M.Nair
2. Acrotrema arnottianum Wight
3. Acrotrema costatum Jack
4. Acrotrema dissectum Thwaites
5. Acrotrema intermedium Thwaites
6. Acrotrema lanceolatum Hook.
7. Acrotrema lyratum Thwaites
8. Acrotrema thwaitesii Hook.f. & Thomson
9. Acrotrema uniflorum Hook.
10. Acrotrema walkeri Wight ex Thwaites